# Кимпу-Перулуй
Кимпу-Перулуй (рум. Câmpu Părului) — село у повіті Олт в Румунії. Входить до складу комуни Обиршія.
Село розташоване на відстані 155 км на захід від Бухареста, 59 км на південь від Слатіни, 60 км на південний схід від Крайови.

## Населення
За даними перепису населення 2002 року у селі проживали 468 осіб, з них 464 особи (99,1%) румунів. Усі жителі села рідною мовою назвали румунську.